# Wilfried Küper
Wilfried Küper (* 1. Mai 1937 in Brandenburg an der Havel; † 10. August 2020 in Heidelberg) war ein deutscher Rechtswissenschaftler. Er war ordentlicher Professor für Strafrecht an der Ruprecht-Karls-Universität Heidelberg.

## Leben
Wilfried Küper wuchs in Westfalen auf. Nach dem Studium der Rechtswissenschaften in Münster, München, Frankfurt am Main und schließlich wieder in Münster sowie nach beiden juristischen Staatsexamina (1961, 1966) und der Promotion in Münster 1965 begann er seine berufliche Laufbahn zunächst als wissenschaftlicher Assistent an der Westfälischen Wilhelms-Universität in Münster. Am 15. Januar 1974 habilitierte er sich für die Fächer Strafrecht, Strafprozessrecht und Strafrechtsgeschichte mit der 850 Seiten umfassenden Schrift Studien zum entschuldigenden Notstand. Am 13. März 1976 folgte, nach Ablehnung eines Rufes an die Universität Mannheim, die Ernennung zum ordentlichen Professor als Nachfolger von Wilhelm Gallas und Georgios Mangakis auf den Lehrstuhl für Strafrecht, Strafprozessrecht und Rechtsphilosophie der Ruprecht-Karls-Universität Heidelberg. Dieser hielt er trotz mehrerer Rufe an andere Universitäten bis zu seiner Emeritierung am 1. Oktober 2005 die Treue. Sein Nachfolger als Lehrstuhlinhaber wurde Gerhard Dannecker, der 2007 von Bayreuth nach Heidelberg wechselte.
Zu Küpers Werken gehört das Lehrbuch Strafrecht Besonderer Teil – Definitionen mit Erläuterungen, das 2018 in mittlerweile zehnter Auflage erschienen ist.

## Veröffentlichungen
Ein vollständiges Verzeichnis der Veröffentlichungen enthält die online erscheinende Heidelberger Universitätsbibliographie.
- Die Richteridee der Strafprozeßordnung und ihre geschichtlichen Grundlagen. de Gruyter, Berlin 1967 (Dissertation); Reprint 2012.
- Versuchsbeginn und Mittäterschaft. v. Decker, Heidelberg/Hamburg 1978, ISBN 3-7685-3178-3.
- Grund- und Grenzfragen der rechtfertigenden Pflichtenkollision im Strafrecht. Duncker & Humblot, Berlin 1979, ISBN 3-428-04363-4.
- Der „verschuldete“ rechtfertigende Notstand. Zugleich ein Beitrag zur „actio illicita in causa“. Duncker & Humblot, Berlin 1983, ISBN 3-428-05280-3.
- (Hrsg.): Heidelberger Strafrechtslehrer im 19. und 20. Jahrhundert. v. Decker/Müller, Heidelberg 1986, ISBN 3-8226-1085-2.
- Darf sich der Staat erpressen lassen? Zur Problematik des rechtfertigenden Nötigungsnotstandes. Müller, Heidelberg 1986, ISBN 3-8114-9585-2.
- (Hrsg.): Festschrift für Karl Lackner zum 70. Geburtstag am 18. Februar 1987. de Gruyter, Berlin/New York 1987, ISBN 3-11-010461-X.
- (Hrsg.): Carl Joseph Anton Mittermaier. Symposium 1987 in Heidelberg. Vorträge und Materialien. v. Decker u. Müller, Heidelberg 1988, ISBN 3-8226-2888-3.
- Probleme der Hehlerei bei ungewisser Vortatbeteiligung. Wahlfeststellung, in dubio pro reo, Tatsachenalternativität, Postpendenz, Tatbestandreduktion. v. Decker u. Müller, Heidelberg 1989, ISBN 3-8226-3089-6.
- (Hrsg.): In memoriam Wilhelm Gallas. (1903–1989). Gedächtnisfeier am 2. November 1990. Decker und Müller, Heidelberg 1991, ISBN 3-8226-0891-2.
- Das Verbrechen am Seelenleben. Feuerbach und der Fall Kaspar Hauser in strafrechtsgeschichtlicher Betrachtung. Manutius-Verlag, Heidelberg 1991, ISBN 3-925678-21-2.
- Herausgabe von Paul Johann Anselm Feuerbach: Reflexionen, Maximen, Erfahrungen. Manutius-Verlag, Heidelberg 1993, ISBN 3-925678-40-9.
- mit Jürgen Welp (Hrsg.): Beiträge zur Rechtswissenschaft. Festschrift für Walter Stree und Johannes Wessels zum 70. Geburtstag. Müller, Heidelberg 1993, ISBN 3-8114-0893-3.
- Strafrecht. Besonderer Teil. Definitionen mit Erläuterungen. Müller, Heidelberg 1996, ISBN 3-8114-9296-9; 10. neu bearbeitete Auflage ebd., 2018, ISBN 978-3-8114-9418-3
- Immanuel Kant und das Brett des Karneades. Das zweideutige Notrecht in Kants Rechtslehre. Müller, Heidelberg 1999, ISBN 3-8114-7099-X.
- mit Hans Hilger, Claus Roxin und Mark A. Zöller (Hrsg.): Gesamte Strafrechtswissenschaft in internationaler Dimension. Festschrift für Jürgen Wolter zum 70. Geburtstag am 7. September 2013 (= Schriften zum Strafrecht (SR), Band 250), Duncker & Humblot, Berlin 2013, ISBN 978-3-428-13841-8.
- Strafrechtliche Beiträge zu Rechtsgeschichte und Rechtsphilosophie, hrsg. von Michael Hettinger und Jan Zopfs, Mohr Siebeck, Tübingen 2017, ISBN 978-3-8114-4643-4.